# Винцер (Нижняя Бавария)
Винцер (нем. Winzer) — ярмарочная община в Германии, в Республике Бавария.
Община расположена в правительственном округе Нижняя Бавария в районе Деггендорф. Население составляет 3803 человека (на 31 декабря 2010 года). Занимает площадь 27,59 км².
Ярмарочная община подразделяется на 13 сельских округов.

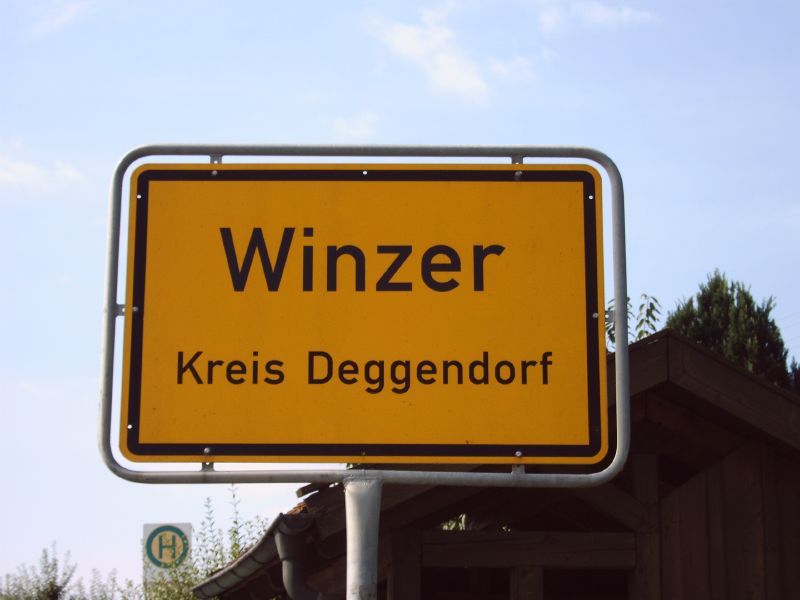
Винцер

## Население
По оценке на 31 декабря 2015 года население общины Винцер составляет 3831 чел. 

| Дата      | 1840 | 1871 | 1900 | 1925 | 1939 | 1950 | 1961 | 1970 | 1987 | 2011 |
| --------- | ---- | ---- | ---- | ---- | ---- | ---- | ---- | ---- | ---- | ---- |
| Население | 2087 | 2490 | 2361 | 2688 | 3149 | 3716 | 2826 | 3077 | 3241 | 3808 |

| Год       | 1960 | 1970 | 1980 | 1990 | 2000 | 2009 | 2010 | 2011 | 2012 | 2013 | 2014 | 2015 |
| --------- | ---- | ---- | ---- | ---- | ---- | ---- | ---- | ---- | ---- | ---- | ---- | ---- |
| Население | 2971 | 3100 | 3133 | 3421 | 3789 | 3813 | 3803 | 3816 | 3790 | 3842 | 3799 | 3831 |